# Laguna Madura
A  Laguna Madura é um lago localizado na Guatemala. Localiza-se no departamento de Retalhuleu, Município de Champerico.